# Martin Dempsey
Martin Edward Dempsey (Jersey City (New Jersey), 14 maart 1952) is een Amerikaans generaal. Hij was van 1 oktober 2011 tot 30 september 2015 de Chairman of the Joint Chiefs of Staff, de hoogste officier binnen de United States Armed Forces. In 2011 was hij de Chief of Staff of the United States Army. Van 2008 tot 2011 had hij de leiding over de United States Army Training and Doctrine Command. In 2008 had hij tijdelijk de leiding over de United States Central Command.
Op 30 september 2015 ging hij met pensioen. Zijn opvolger is Generaal Joseph F. Dunford, Jr.

## Militaire loopbaan
- Second Lieutenant: 5 juni 1974
- First Lieutenant: 5 juni 1976
- Captain: 8 augustus 1978
- Major: 1 september 1985
- Lieutenant Colonel: 1 april 1991
- Colonel: 1 september 1996
- Brigadier General: 1 augustus 2001
- Major General: 1 september 2004
- Lieutenant General: 8 september 2005
- General: 8 december 2008

## Decoraties
- Defense Distinguished Service Medal
- Army Distinguished Service Medal
- Defense Superior Service Medal
- Legion of Merit
- Bronze Star with Valor
- Meritorious Service Medal (United States)
- Joint Service Commendation Medal
- Achievement Medal with bronze Oak Leaf Cluster
- Joint Meritorious Unit Award with bronze Oak Leaf Cluster
- Valorous Unit Award with bronze Oak Leaf Cluster
- Superior Unit Award with bronze Oak Leaf Cluster
- National Defense Service Medal with two bronze service stars
- Southwest Asia Service Medal with three bronze service stars
- Iraq Campaign Medal
- Global War on Terrorism Expeditionary Medal
- Global War on Terrorism Service Medal
- Army Service Ribbon
- Army Overseas Service Ribbon with award numeral "4"
- NATO Medal voor dienst in ISAF
- Kuwait Liberation Medal (Saudi Arabia)
- Kuwait Liberation Medal (Kuwait)
- Combat Action Badge
- Basic Parachutist Badge
- Office of the Joint Chiefs of Staff Identification Badge
- Army Staff Identification Badge
- 1st Armored Division Combat Service Identification Badge
- 3rd Armored Cavalry Regiment Distinctive Unit Insignia
- 7 Overseas Service Bars